# Jacinto

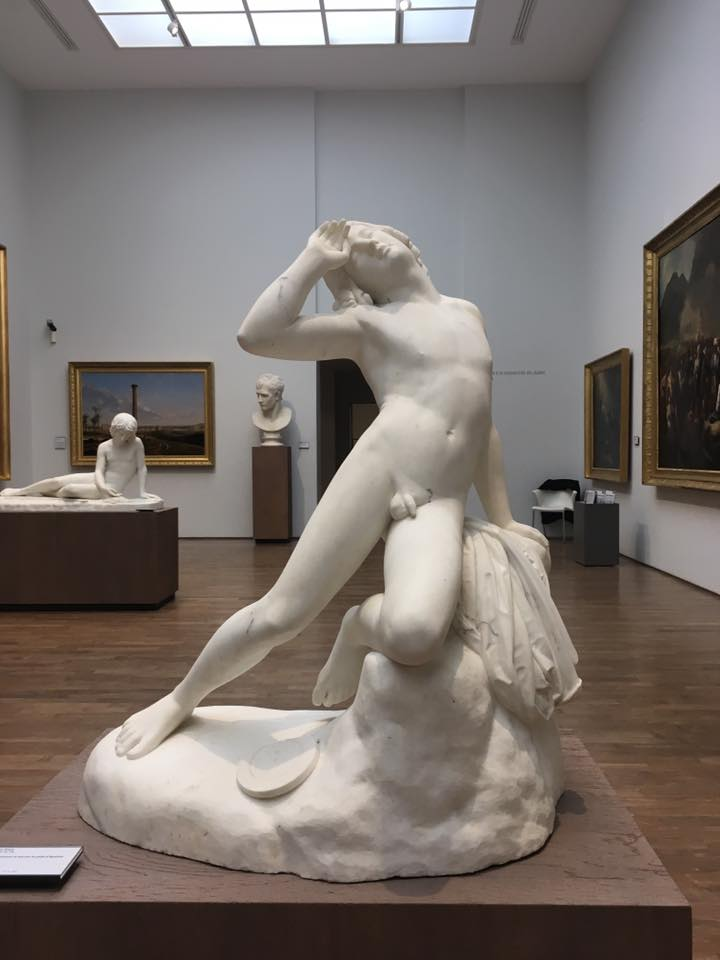
La muerte de Jacinto, obra de Antoine Étex (1833, Museo de Bellas Artes de Angers)

En la mitología griega, Jacinto o Hiacinto fue un joven héroe amante del dios Apolo. De su nombre proviene el de la planta homónima (Hyacinthus).

## Familia
Ya desde el Catálogo de mujeres a Jacinto se lo vincula con la genealogía lacedemonia, haciéndolo hijo de Amiclas y Diomede, hija de Lápites; y hermano de Cinortas. Otros dicen que era varias generaciones más joven y lo hacen hijo, en cambio, de Ébalo.  Ovidio, aunque habla de Jacinto como el «Amiclida» (hijo, o descendiente, de Amiclas), también se refiere a él como «Ebálida» (hijo de Ébalo). Apolodoro añade una variante que difiere de la genealogía espartana: «Clío, por la ira de Afrodita, a quien ella había reprochado su pasión por Adonis, se enamoró de Píero, hijo de Magnes; de esta unión nació Jacinto». Pausanias nos dice que Polibea, la hermana de Jacinto, murió siendo todavía virgen. A Jacinto también se le atribuyen varias hijas. Apolodoro nos dice que «el hambre y la peste afligieron a la ciudad y entonces los atensienses, obedeciendo a un antiguo oráculo, primero sacrificaron a sus hijas, Anteide, Egleide, Litea y Ortea; Jacinto había venido de Lacedemonia y habitaba en Atenas».

## Mito

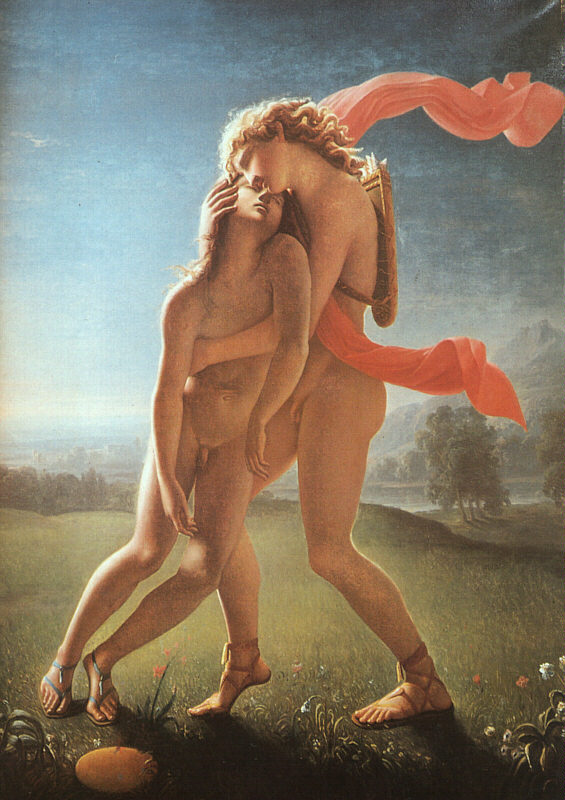
La muerte de Jacinto, óleo sobre lienzo de Jean Broc (1801, Museo Sainte-Croix, Poitiers)

Jacinto era un hermoso príncipe espartano que despertó la pasión amorosa del aedo Tamiris, el primer hombre que cortejó a otro hombre. El dios Apolo, que también amaba a Jacinto, oyó jactarse a Tamiris de que podría superar en el canto a las mismas Musas. Apolo les informó de ello, por lo que las Musas, en castigo por tal osadía, privaron a Tamiris de la voz, la vista y la memoria para tañer la lira.
Sin embargo, Céfiro, dios del viento del oeste o, en otra tradición, Bóreas, el dios del viento del norte, también estaba enamorado de Jacinto, y un día en que Apolo enseñaba al muchacho a lanzar el disco, el viento, cegado por los celos, se apoderó del disco y lo lanzó contra el cráneo del príncipe, pero antes de que este muriera, Apolo impidió que Hades reclamara el alma de su amado, y de la sangre derramada hizo brotar una flor, el jacinto. Según la versión de Ovidio, las lágrimas de Apolo cayeron sobre los pétalos de la flor, dejando una huella que se interpretó como las primitivas letras griegas AI («¡Ay!», como símbolo del lamento del dios Apolo).
Según la obra del geógrafo Pausanias, en una versión espartana local del mito, Jacinto y su hermana Polibea fueron llevados al cielo por Afrodita, Atenea y Artemisa. Sin embargo, a pesar del relato mitológico, la flor de Jacinto ha sido identificada con otras plantas además del verdadero jacinto, como ocurre con la iris.

## Culto
El culto a Jacinto se ejerció en la ciudad Amiclas, donde se encontraba su tumba, a los pies de una antigua estatua del dios Apolo que se remontaba al período micénico. También fue adorado en la ciudad de Tarento, que en la antigüedad fue una colonia griega en la península itálica.
Jacinto era, además, la divinidad tutelar de uno de los principales festivales espartanos, las Jacintias, que se celebraba cada verano en su honor. El festival solía durar tres días, un día para llorar la muerte del héroe divino y los otros dos para celebrar su renacimiento. Ateneo de Náucratis cuenta que durante las Jacintias los niños tocaban la cítara y cantaban himnos en honor a Jacinto.

## Interpretación del mito

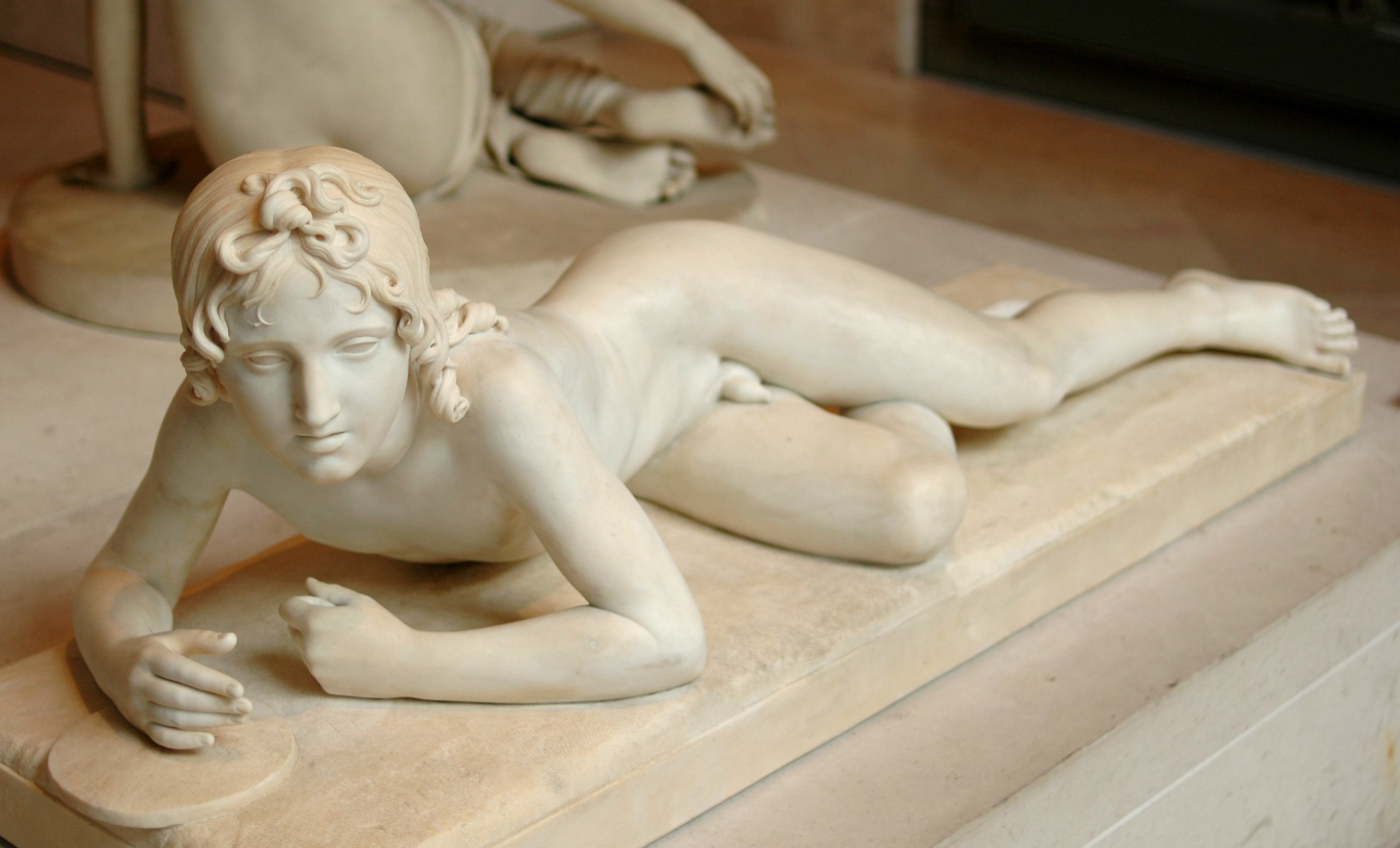
Jacinto, por François Joseph Bosio, 1817; Museo del Louvre.

El nombre de Jacinto es de origen prehelénico, conteniendo la partícula "-nth" en su nomenclatura original. Según las interpretaciones del mito clásico, Apolo es un dios de origen dorio y este mito sería una metáfora de la muerte y renovación de la naturaleza, similar al mito de Afrodita y Adonis. Algunos autores sugieren que Jacinto podría haber sido una divinidad prehelénica que habría sido sustituida por Apolo, al que permanecería asociado.

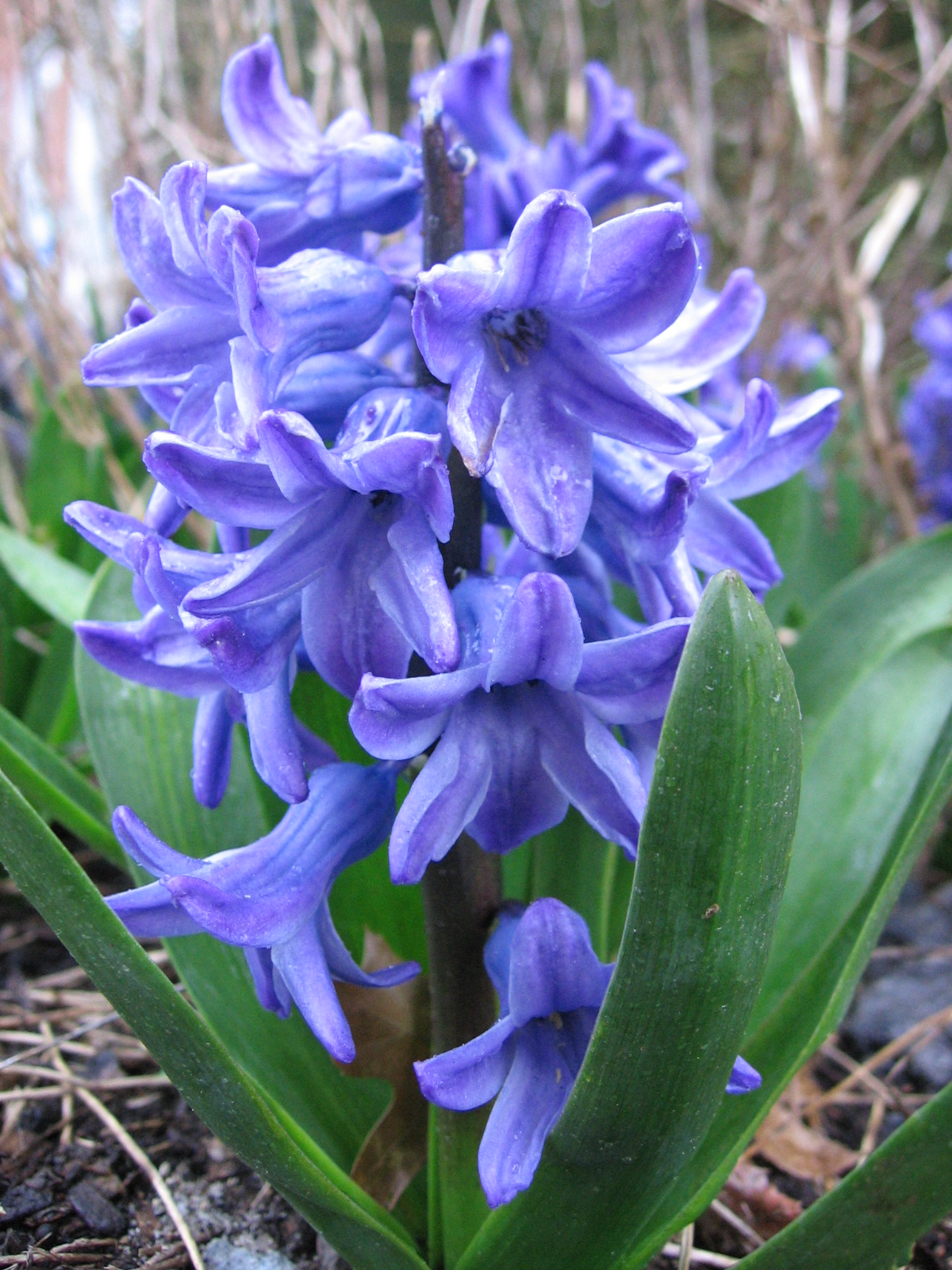
Hyacinthus. Según la leyenda más difundida, Jacinto se convirtió, al morir, en la flor que lleva su nombre.

Bernard Sergent, discípulo de Georges Dumézil, estima que el mito es más bien una leyenda iniciática, basada en la institución pederástica espartana: Apolo enseña a Jacinto a convertirse en un hombre. De hecho, según Filóstrato, Jacinto no solo aprende de Apolo a lanzar el disco, sino todos los ejercicios de la palestra: el manejo del arco, el arte de la adivinación y a tocar la lira. Pausanias afirma que Jacinto es representado a veces como un joven imberbe y otras veces con barba, y menciona en especial la estatua ritual de su santuario en Amiclas. El poeta Nono de Panópolis menciona que Apolo resucitó a Jacinto. Para Bernard Sergent la muerte y resurrección de Jacinto representa el paso a la edad adulta.

## Repercusión en la cultura

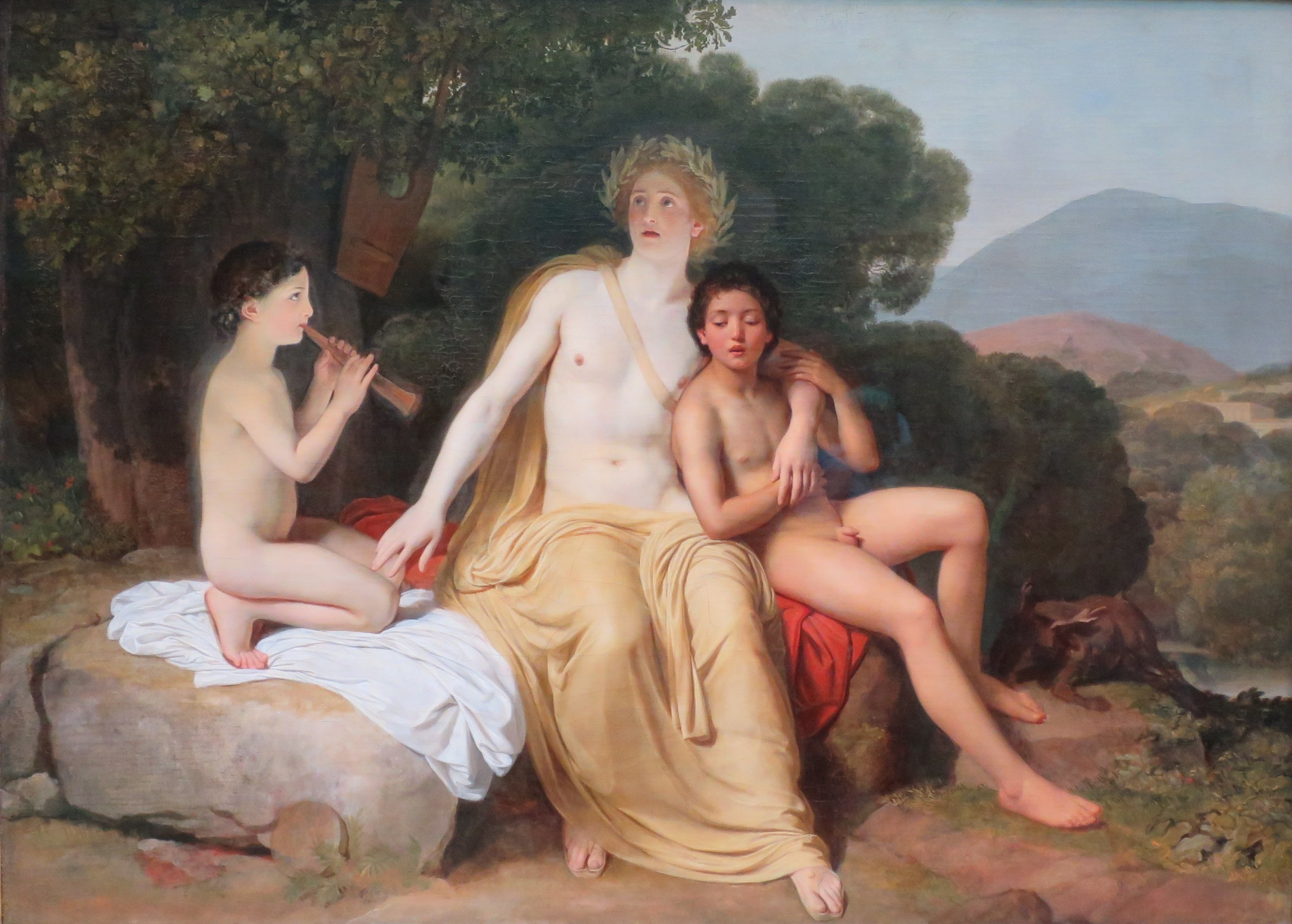
Apolo, Jacinto y Cipariso, por Aleksandr Andréyevich Ivánov (1834).

A finales de la década de 1730 el compositor Johann Sebastian Bach compuso una cantata secular (o drama per musica) titulada Der Streit zwischen Phoebus und Pan (La disputa entre Febo y Pan, BWV 201), con libreto de Christian Friedrich Henrici, en la que se da cuenta de un desafío entre Febo Apolo, inventor de la cítara, y Pan, inventor de la flauta. Una de las arias más conmovedoras de la cantata es aquella en la que Apolo cuenta la muerte de su joven amado, Jacinto. El texto en alemán es el siguiente:

Mit Verlangen

Drück ich deine zarten Wangen,

Holder, schöner Hyazinth.

Und dein' Augen küss' ich gerne,

Weil sie meine Morgen-Sterne

Und der Seele Sonne sind.

Por su traducción al español:

Con ansiedad

aprieto tus tiernas mejillas,

adorable, hermoso Jacinto.

Y beso tus ojos con agrado,

porque son mis luceros

y de mi alma, el sol.

En 1767, a la edad de once años, Wolfgang Amadeus Mozart compuso un entreacto en latín sobre el mito de Apolo y Jacinto, con algunas modificaciones, titulado Apollo et Hyacinthus seu Hyacinthi metamorphosis, KV 38 (Apolo y Jacinto o La metamorfosis de Jacinto).
Aunque Jacinto era un joven varón, actualmente en su versión inglesa Hyacinth se utiliza como nombre femenino, normalmente en referencia a la flor y no a la figura mitológica. En el idioma español tiene versión masculina (Jacinto) y femenina (Jacinta); en italiano es Giacinto y en polaco es Jacek.

## Iconografía

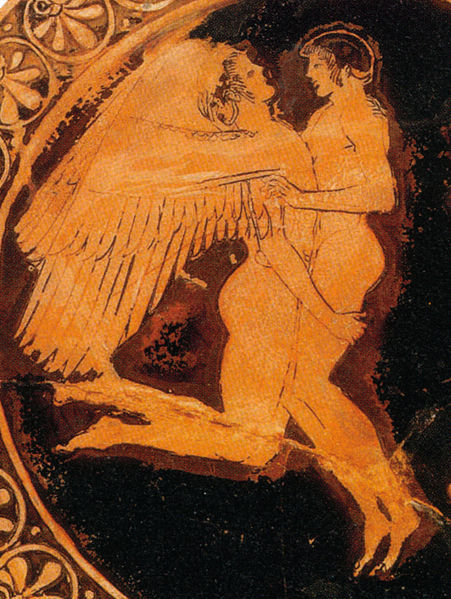
Céfiro y Jacinto, en un vaso ático. Museo de Arte de Boston.

Ninguna representación antigua conocida muestra a Apolo y Jacinto juntos, a excepción quizás de una pintura de Akestórides, que muestra a un joven inclinado sobre un cisne. Sin embargo, a menudo se le representa en la cerámica griega antigua en compañía de Céfiro, siendo elevado por este dios del viento o practicando el coito intercrural (entre los muslos).
Como Apolo, en ocasiones Jacinto es representado subido a un cisne o en un carro tirado por cisnes, bien para reunirse con su amante o para huir de Céfiro. En la mitología griega se creía que los cisnes procedían de Hiperbórea, una tierra mística de inmortalidad y primavera eterna, donde Apolo viajaba cada invierno en un carro tirado por cisnes. Esta asociación de Jacinto y los cisnes lo conecta con Apolo de Hiperbórea y la primavera. Se ha sugerido que Jacinto pasaba el invierno en el inframundo o Hiperbórea y regresaba a la tierra en primavera con el florecimiento de las plantas.